# 長浦神社
長浦神社（ながうらじんじゃ）は、東京都墨田区の神社。

## 歴史
創建年代は不明である。1805年（文化2年）の書上帳に「御除地壱畝弐歩第六天縁起無く社高さ六尺」とあり、かつては「第六天」と呼ばれていた。明治期の神仏分離により、神仏習合が濃厚な第六天魔王が排除され、神皇産霊神に祭神を変更、地名を採って「長浦神社」に改称した。1876年（明治9年）に旧別当寺の真光寺（現在は廃寺）にあった登由宇気神を合祀した。
1945年（昭和20年）の空襲で焼失した。戦後に再建し、1981年（昭和61年）には鉄筋コンクリート造に改築している。

## 境内神社
- 稲荷社

## 交通アクセス
- 東向島駅より徒歩7分（経路案内）。
- 京成曳舟駅より徒歩10分（経路案内）。